# Redshirt

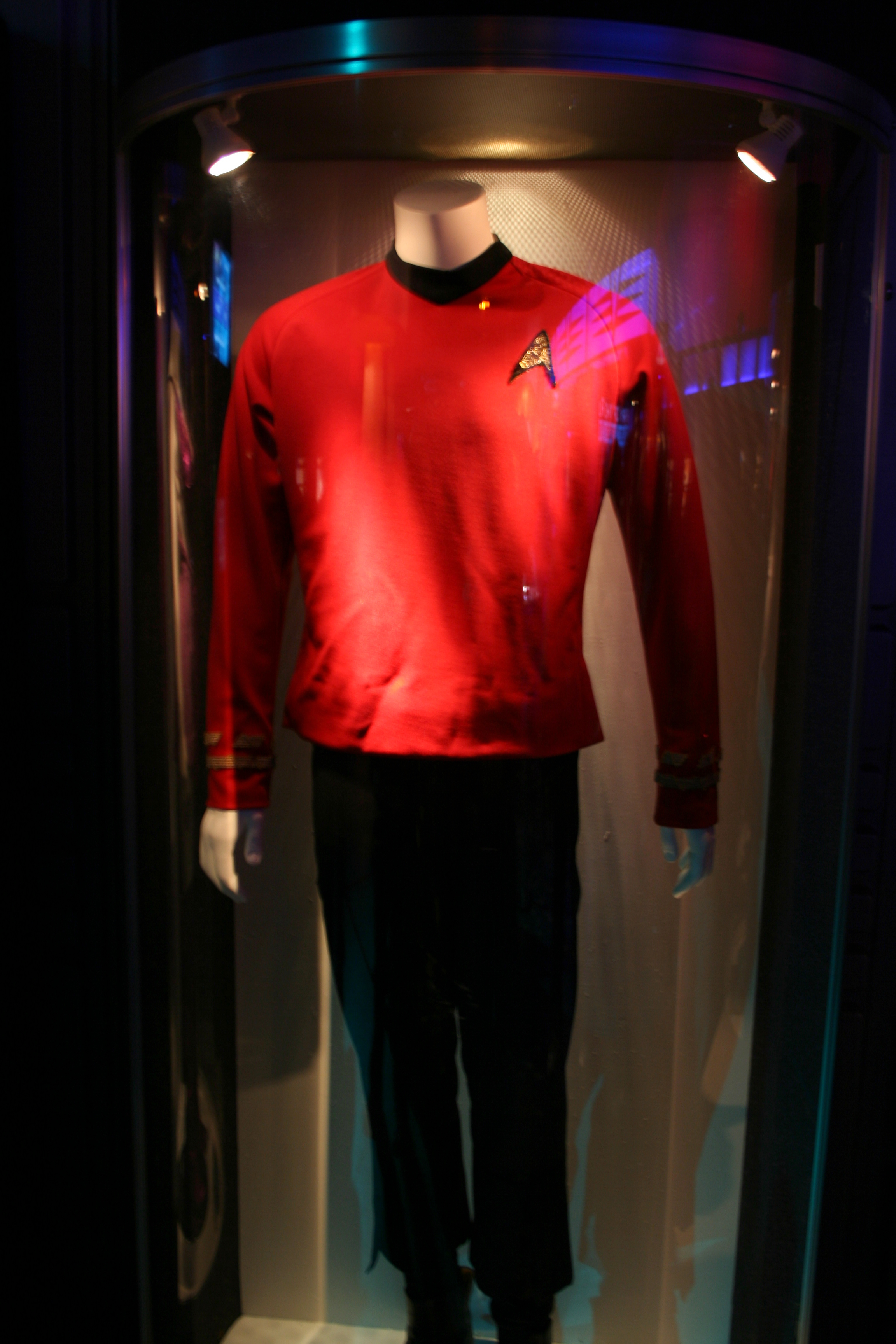
Redshirt-Uniform der Sternenflotte aus der Serie Raumschiff Enterprise

Als Redshirt (englisch für „Rothemd“) wird – in Anlehnung an die US-amerikanische Science-Fiction-Serie Raumschiff Enterprise (Star Trek) aus den 1960er Jahren – ein meist mit rotem Uniform-Pullover bekleidetes Besatzungsmitglied bezeichnet, das kurz nach seinem ersten Auftritt auf einem fremden Planeten stirbt. Der Begriff für diese teils vorhersehbare Opferrolle (Kanonenfutter) wurde von Star-Trek-Fans gebildet.

## Begriffsherkunft
In Raumschiff Enterprise werden die unterschiedlichen Funktionen der Besatzungsmitglieder durch farbige Uniformen gekennzeichnet. In der Serie zeigen rote Uniformen (red shirt) die Zugehörigkeit entweder zur Techniker- oder zur Sicherheitsmannschaft an. Besonders Mitglieder dieser Mannschaften kamen häufig ums Leben. Die Ursache für die hohe Todesrate dieser Mannschaftsmitglieder ist produktionstechnisch: Das Konzept vieler Folgen bestand daraus, dass einige Hauptfiguren als Außenteam (bzw. Landetrupp) unter Begleitung eines oder mehrerer Sicherheitsoffiziere einen fremden Planeten erforschen, auf dem dann eine unvorhergesehene Gefahr auftritt. Aus Gründen der Dramaturgie war der Tod eines Mitglieds des „Außenteams“ gelegentlich Teil der Handlung; da die Hauptfiguren generell Bestandteil der Serie bleiben sollten und daher einen länger angelegten Vertrag hatten, „starb“ also ein Redshirt.

## Verwendung außerhalb vonStar Trek
Die Assoziation der roten Oberbekleidung mit einer als Kanonenfutter gedachten Figur wird vielfach persifliert und zitiert, sowohl in anderen Fernsehproduktionen, Kinofilmen als auch Video- beziehungsweise Computerspielen. Dabei wird teils explizit zitiert, teils als Insider-Witz entsprechenden Figuren ein rotes Hemd gegeben, teils parodistisch Figuren mit roter Bekleidung ein rascher Tod vorausgesagt. Im Bereich des Drehbuchschreibens ist der Begriff insbesondere unter Science-Fiction-Autoren recht etabliert. Auch im Bereich des Rollenspiels hat sich der Begriff für dieses dramaturgische Mittel als Jargon sowohl in den USA als auch in Deutschland eingebürgert:
- Galaxy Quest – Planlos durchs Weltall: Die Figur Guy Fleegman fürchtet um ihr Leben, als ihr klar wird, dass sie im Begriff ist, als namenloser Neuling „Crewmitglied Nr. 6“ einen unbekannten Planeten zu betreten. Er überlebt jedoch, bewährt sich gerade wegen seiner Todesgewissheit als Held und wird schließlich zum Sicherheitsoffizier ernannt.[5]
- Futurama: Zapp Brannigan fügt seinen Befehlen „Schickt die Rotröcke!“ (im engl. Original: „Send in the Redskirts!“) hinzu. Seine Truppen sind rot uniformiert, und die Befehle sind derart absurd, dass sie den unweigerlichen Tod der Soldaten vorahnen lassen.
- South Park: In der Folge Griff in die Geschichte (City on the Edge of Forever) der zweiten Staffel verlässt ein namenloser Junge in einem roten T-Shirt mit Star-Trek-Logo den Schulbus, um kurz darauf zu sterben.
- In Lost hängen zwei Figuren roten Stoff zur Markierung an Bäume. Einer der beiden verweist auf die Bedeutung roter Hemden bei Star Trek. Einige Episoden später stirbt diese Figur als erste Hauptfigur der Serie. Ob damit angedeutet werden sollte, dass die Figur selbst als „heimlicher Redshirt“ gedacht war, wurde von Fans diskutiert.[6]
- In Stargate – Kommando SG-1 in der Folge Wahre Helden reagiert die von John Billingsley (der in Star Trek: Enterprise eine Hauptrolle spielt) gespielte Figur auf einen gefährlichen Vorschlag mit dem Ausspruch: „Ach kommen Sie Felger, wir könnten ebenso gut rote Hemden tragen!“
- In einer Episode der Fernsehserie Kim Possible werden Kim, Ron, Rufus, Shego und Dr. Drakken von einer Fernsehserie zur nächsten gezappt. Kim landet dabei in einer Star Trek nachempfundenen Science-Fiction-Serie. Dort trägt sie eine rote Uniform und wird vom Captain zu einem Außeneinsatz beordert. Wade weist sie darauf hin, dass Figuren mit der roten Uniform von den Einsätzen nicht zurückkommen.
- Im Kartenspiel Munchkin, konkret bei Star Munchkin und der Erweiterung Star Munchkin 2 – Die Clown-Kriege finden sich einige Referenzen auf Redshirts – so kann sich der Spieler beispielsweise einen Rothemd-Handlanger zur Hilfe holen. Die einzige Fähigkeit dieser Rothemden besteht darin, sich im Kampf zu opfern – also zu sterben.
- In vielen Folgen von Star Wreck, einer Star-Trek-Parodie, wird bei einem Außeneinsatz mindestens ein Sicherheitsoffizier mitgenommen, der getötet wird, zum Beispiel in Star Wreck 3 – Wrath of the Romuclans (Zorn der Romuclanier) ein „Red Shirted Security-Officer“, der laut einem anderen Crewmitglied besonders nützlich ist, um den Captain in riskanten Situationen zu schützen, und der dann auf der Planetenoberfläche von einem Romuclanischen Raumschiff getötet wird. Außerdem wird die Art des Todes karikiert, indem in Star Wreck 5 ein gerade von der Krankenstation entlassener Sicherheitsoffizier direkt in die Schussbahn eines Gegners gebeamt wird und anstelle des Captains getroffen wird. Alle bekannten Namen (Lt. Cannonfodder („Kanonenfutter“), Lt. Suicide („Selbstmord“), Sergeant Manshield („menschlicher Schild“), Corporal Minestomper („(Tret)-Minenstampfer“)) von Star-Wreck-Redshirts spielen auf die hohe Todesrate an.
- In der Robot-Chicken-Folge „The Munnery“ verliert das Raumschiff die Lebenserhaltung, und die Energie reicht nur noch, um fünf Leute auf den nächsten Planeten zu beamen. Kirk, Spock, Uhura, Dr. McCoy und Toby (der Redshirt) beamen auf den nächsten Planeten; Toby hat die anderen davon überzeugt, dass sie einfach einen Redshirt brauchen. Als schließlich alle kurz vor dem Verhungern sind, diskutieren sie darüber, wer denn nun gegessen werden soll. Die Wahl fällt natürlich auf den Redshirt – dies ist laut Spock seine Pflicht. Toby hat aber, anders als alle anderen Redshirts vor ihm, eine Waffe mitgebracht und überlebt so als einziger.[7]
- In Büchern des SF-Autors John Ringo werden für das militärische Kanonenfutter die Namen seiner Leser verwendet, die auf diese Weise (für kurze Zeit) am Geschehen teilnehmen können.
- In Spy Game – Der finale Countdown lautet der Codename eines durch einen Scharfschützen auszuschaltenden Generals der Nordvietnamesischen Armee eben Red Shirt.
- In Warehouse 13 in der Folge „Implosion“ sprechen die Hauptfiguren Myka und Peter darüber, wie sie sich von ihrem Boss Artie ausgenutzt und hilflos in gefährliche Situationen geworfen fühlen. Dabei meint Pete, dass es ihn stört, nur ein Red Shirt für den Chef zu sein. Myka entgegnet daraufhin, dass sie auch nicht gern nur als Kanonenfutter dient, woraufhin sich Peter erfreut darüber äußert, dass seine spießige Kollegin die Andeutung verstanden hat.
- In der Episode 16 der zweiten Staffel von Family Guy bittet Peter Griffin einen Jungen vom Parkservice, sein Auto zu holen. Dieser trägt eine rote Weste und als er in das Auto einsteigt, explodiert es. Die Folge schließt mit den Worten … and best of all, nobody important got hurt! und die zerfetzte rote Weste segelt zu Boden.
- Die neunte Folge der vierten Staffel von The Mentalist, in der an Stelle eines prominenten Ex-Footballspielers dessen Assistent und zeitweises Double gleich zu Beginn durch einen Bombenanschlag ums Leben kommt, heißt im Original The Redshirt.
- Das 2012 erschienene Buch Redshirts von John Scalzi nimmt sowohl im Titel als auch im Inhalt auf Redshirts und ihr frühes Sterben Bezug. Das Buch handelt von einem Raumschiff, von dem auffällig viele rangniedrige Besatzungsmitglieder, Redshirts, bei Außeneinsätzen ums Leben kommen.
- In der KiKa-Nachtschleife Nerds bekommt Bernd das Brot eine rote Star-Trek-Uniform an, was er mit dem kurzen Ausspruch „oh nein“ kommentiert, bevor er von einem Monsteraffen verfolgt wird.
- In dem Strategiespiel FTL: Faster Than Light erhält man beim Erreichen des finalen Sektors das Achievement „No Redshirts Here“, wenn man diesen ohne Crewverluste erreicht („Get to sector 8 without losing a crewmember.“).[8]
- In der 9. Folge der 2. Staffel von Supergirl (Flucht vom Sklaven-Mond) steht Winn Schott am Stargate und spricht sich selber Mut zu „Ich bin kein Redshirt... Ich bin kein Redshirt“. Er überlebt, kann ein Alien überwältigen und alle kommen wieder heil zurück. Er war also kein ‚Redshirt‘, aber es hat ihm wieder Mut gemacht.